# Alone in the Dark II
Alone in the Dark II è un film horror direct-to-video del 2008, diretto e sceneggiato da Michael Roesch e Peter Scheerer, basato sulla serie videoludica Alone in the Dark. Il protagonista Edward Carnby viene interpretato da Rick Yune e non come l'episodio precedente da Christian Slater.

## Trama
La storia tratta di una maledizione su un pugnale realizzato da una strega. Edward Carnby viene pugnalato da un ragazzo su cui era caduta la maledizione del pugnale stregato, ma viene aiutato da una famiglia che ha a che fare da tre generazioni con quella maledizione.
La trama del film non segue quella dell'omonimo videogioco uscito poco prima della data del rilascio del film.

## Produzione
Il film è stato girato in varie location situate in California (USA), quali Los Angeles, Long Beach, Burbank, Topanga Canyon e nello Stato di New York, nell'omonima città. Il film è entrato in post-produzione il 20 ottobre 2007.

## Distribuzione
Il film è stato distribuito in Germania il 25 settembre 2008, nel Regno Unito il 27 luglio 2009 e negli Stati Uniti il 26 gennaio 2010.